# 小松姬
小松姬（1573年8月16日—1620年3月27日）是安土桃山時代至江戶時代初期的女性。上田藩、後來的松代藩藩主真田信之（信幸）的正室。父親是德川氏譜代家臣本多忠勝。母親是忠勝的側室乙女之方。幼名是稻姬、於小亥。妹妹有森姬（もり姫，法明院、奥平家昌正室）。弟弟有本多忠政和本多忠朝。

## 簡歷
成為德川家康的養女（一說是德川秀忠的養女）。在天正14年（1586年）嫁給真田信之（另有說法指是天正17年（1589年）或天正18年（1590年））。誕下信政、信重、萬（まん，高力忠房正室）、雅（まさ，見樹院，佐久間勝宗正室）。
在各種史料中提及，忠勝在第一次上田城之戰中對真田的軍略相當賞識，而且因為恐怕真田家會被取代，於是向家康提案，以自己的女兒嫁到真田家。如此同時，家康在上田合戰後，在會面期間對信之（當時的信幸）的器量有相當深刻的印象，想令其成為自己陣營的武將，於是很快就答應並收小松姬為自己的養女（一説是秀忠的養女），所以小松姬就嫁到真田家。在小松姬與信之的孫兒‧松代藩第3代藩主真田幸道向幕府發出書狀中記述是「台德院（秀忠）」的養女。
晚年她因病由江戶前往草津溫泉療養，卻在途中於武藏國鴻巢過世。信之為此相當消沉，說了「我家的光芒消失了」（我が家から光が消えた）。小松姬的戒名是大蓮院殿英譽皓月大禪定尼，墓所分別在鴻巢市勝願寺、沼田市正覺寺、上田市芳泉寺。長野縣長野市松代町松代的大英寺有小松姬的靈廟。上田城內還留有小松姬曾經使用過的轎子。

## 逸話
- 性格勇敢，與父親相似的武家女子，而且無可挑剔，更被喻為容姿端麗，與美女的稱呼相符。

- 在婚禮日中夫婦非常相襯，令到周圍的人相當羨慕。

- 在信之外出戰鬥時留守在城中的情況相當多，使得信之無後顧之憂。

- 與信之的側室關係良好，明白到自身沒能生下兒子時建議信之迎娶側室。之後也為信之產下二子二女。

- 據說知道小野於通的存在，在病亡之前說出「差不多可以迎接京都的人了吧」（そろそろ京の人を迎えてみてはどうですか）的說話。不過最後在小松姬死後，於通都沒有被娶為後妻。

- 有在大阪之陣後向無事生還的兩個兒子調侃地說（一說指是信之所説）「明明哪邊被討死的話都能夠顯示我家的忠義呢」（どちらかが討ち死にすれば我が家も忠義を示せたのに）的逸話。但是同時亦有向真田家家臣團送出金子和書狀來請願家臣們照顧兒子的逸話。

- 慶長5年（1600年）的關原之戰時，信之屬於東軍而與其父真田昌幸分道揚鑣。當昌幸在前往居城上田城的途中，經過由小松姬留守的沼田城時，昌幸向小松姬表達了「想要見孫子一面」的願望，但是小松姬卻穿著一身戰鬥裝束出現在昌幸面前說「如今分出東軍西軍了，現在我們已經是敵人，即使您是我公公，我也不能讓您入城」並拒絕了昌幸的請求。不久昌幸前往鄰近的正覺寺休息時，小松姬竟然帶著孩子出現，達成了昌幸想見孫子的心願。昌幸、信繁父子都頗為贊同小松姬的做法。後來西軍戰敗，昌幸、信繁父子被流放到九度山，小松姬都常常關心他們，並派人送食物與日用品去給他們。

由上述的故事中可以看到小松姬始終如一的性格。她亦受到夫君的深厚信賴，並有賢妻良母的美譽。

## 登場作品
電視劇
- 真田太平記（1985年～1986年、NHK大河劇、演：紺野美沙子（日语：紺野美沙子））
- （1998年、東京電視台、演：岩本千春）
- 真田丸（2016年、NHK大河劇、演：吉田羊）
- 怎麼辦家康（2023年、NHK大河劇、演：鳴海唯）

日本電視動畫
- （聲優：小林優）

舞台劇CD
- （聲優：小林優）

電玩遊戲
- 『戰國無雙』系列（光榮，聲優：大本眞基子）
- 『無雙OROCHI』系列（同上）
- 『信長之野望』系列（光榮）
- 『決戰III』（光榮）
- （Irem）

活動
- （平成22年（2010年）3月6日，埼玉超級體育館，演員：水野裕子）